# Dictya zacki
Dictya zacki is een vliegensoort uit de familie van de slakkendoders (Sciomyzidae). De wetenschappelijke naam van de soort is voor het eerst geldig gepubliceerd in 1983 door Orth and Fisher.